# Museo storico dell'Istituto Suor Orsola Benincasa
Il Museo storico dell'Istituto Suor Orsola Benincasa è un museo di Napoli inaugurato nel 2004 ed ubicato all'interno del complesso dell'Istituto, precisamente nell'ex parlatorio del monastero.
Al suo interno raccoglie dipinti e altri oggetti artistici provenienti dal patrimonio del monastero e dal lascito di Adelaide del Balzo Pignatelli, colei che promosse la transizione dell'ente laico educativo verso il moderno istituto laico di cultura che poi divenne l'Università degli Studi.
Tra i quadri più importanti si possono ricordare l'Andata al Calvario attribuita a Jusepe de Ribera e collaboratori, la tavola cinquecentesca dell'Immacolata Concezione di Girolamo Imperato, il Cristo deposto a grandezza naturale di Giacomo Colombo. Ci sono anche oggetti devozionali, gioielli e i ritratti della Principessa Adelaide del Balzo.